# Barri del Centre (Alcoi)
El Centre és el barri més antic de la ciutat d'Alcoi; les seues ampliacions posteriors daten d'abans de 1925. El seu punt principal és la plaça d'Espanya (segle xix), seu de l'ajuntament alcoià i de l'església arxiprestal, on desemboquen els carrers de Sant Nicolau, Sant Llorenç, Sant Tomàs, Pintor Casanova (Antic carrer Major) i Gonçal Barrachina. Per la seua orografia, que l'obliga adaptar-se a barrancs i llomes, connecta amb altres barris gràcies al pont de Sant Jordi, el viaducte de Canalejas i el pont de Cristina. Limita al sud amb el barri de la Zona Alta i està encaixonat per l'est, el nord i l'oest pels barrancs del riu Riquer i del Molinar.
Està catalogat com a Bé d'Interés Cultural, en haver estat declarat conjunt historicoartístic el 15 de desembre de 1982.

## Història
Està conformat pel nucli antic de la vila i les seues successives ampliacions del Raval Vell (segles xiv i xv) i Raval Nou (segle xvi). El barri mostra grans diferències quant al seu estat de conservació. Els edificis i palauets modernistes classicistes o eclèctics dels carrers principals contrasten amb zones d'habitació per a la classe treballadora de la revolució industrial en estat molt degradat, on predominen els solars buits i fins es produïxen afonaments en època de pluja i amb àmplies zones de marginalitat. L'altura d'aquestes cases és conseqüència de la densificació ocorreguda durant el segle xix que va obligar a l'augment del nombre de plantes en les cases tradicionals.
Aquest barri ha sigut uns dels punts calents de la política alcoiana dels últims vint anys. El barri ha perdut importància demogràficament els últims anys amb carrers completament abandonats; segons l'últim cens, té 3.685 habitants, o siga, un 5,79% de la població.
Hui dia està patint una gran remodelació urbanística a pesar d'estar protegit com a bé cultural amb un intent per part de l'Ajuntament per atraure la població a tornar al barri del Centre.

### La vila medieval[3]

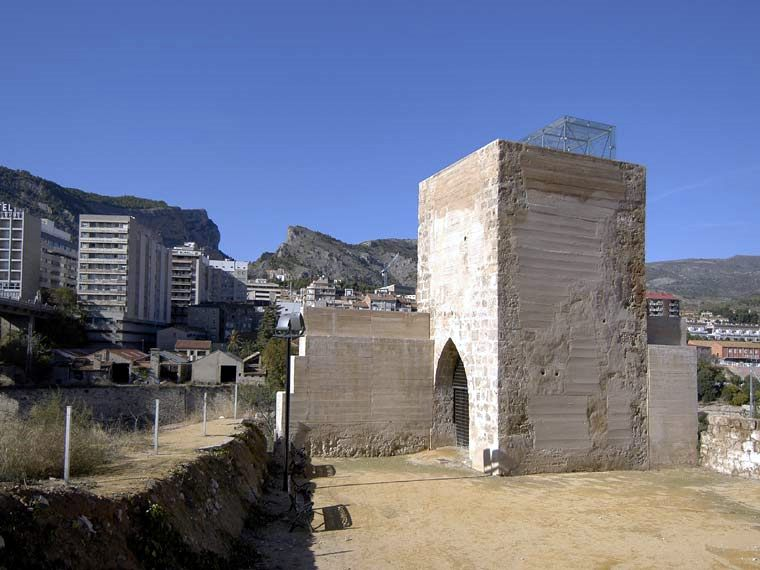
Torre Na Valora

El 17 de maig de 1256 Eiximén Pérez d'Arenós, lloctinent i procurador de Jaume I, va promulgar la carta de Poblament d'Alcoi a Xàtiva. Les alqueries musulmanes disseminades per la zona van desaparéixer quasi immediatament fins a quedar tan sols les de Barxell i Xirillent a les terres altes.
Pareix que és la necessitat controlar la zona sud del regne de València, de població majoritàriament musulmana, el que provoca l'aparició del nucli urbà. Alcoi és una ciutat fronterera que permetia el control de la ruta d'Alacant a Xàtiva i de Villena a Cocentaina.
Es tracta d'un nucli urbà emmurallat de nova planta amb traçat ortogonal com els de Castelló, Vila-real, Nules i Almenara. En el cas d'Alcoi el disseny va haver d'adaptar-se a les condicions topogràfiques extremes.
El traçat a Alcoi es desenvolupa des del portal de Sant Agustí fins al de la Plaça de nord a sud, és a dir el carrer Major avui del pintor Casanova; i d'est a oest des del portal del Castell fins al del Mirador o de l'Arenal (Carrer Sant Miquel). A la plaça de les Corts punt d'intersecció dels dos eixos abans assenyalats(placeta del Carbó) es trobaven l'Ajuntament i la Casa del Delme. La primitiva església de Santa Maria es trobava entre el portal del Castell (Alcassares) i la plaça del Consell a l'avui coneguda placeta de la Mare de Déu antiga plaça del Fossar.

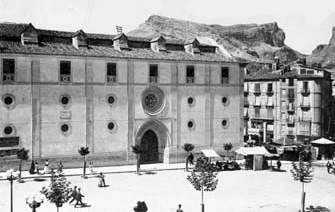
Façana del desaparegut convent de Sant Agustí, primitiu castell-palau dels Llúria

Defensava la vila un llenç de muralles i unes catorze torres amb tres o quatre portes associades a les vies de comunicació. El recinte urbà estava protegit per dos castells, un a l'extrem sud en la confluència dels carrers Sant Miquel i Verge Maria que ja en 1258 custodiava l'entrada des de Cocentaina. La Torre del Portal del Castell va ser derruïda en 1754, del portal es conserven fotografies del segle xix a l'arxiu municipal.
L'extrem sud estava protegit per un castell alçat l'any 1265 convertit en palau el 1291. El 1338 es va reconvertir en convent de Sant Agustí. A partir de 1835 moltes de les seus dependències són demolides per a la creació del nou ajuntament i desapareixerà per complet l'any 1937 excepte el claustre.

### El Raval Vell[4]

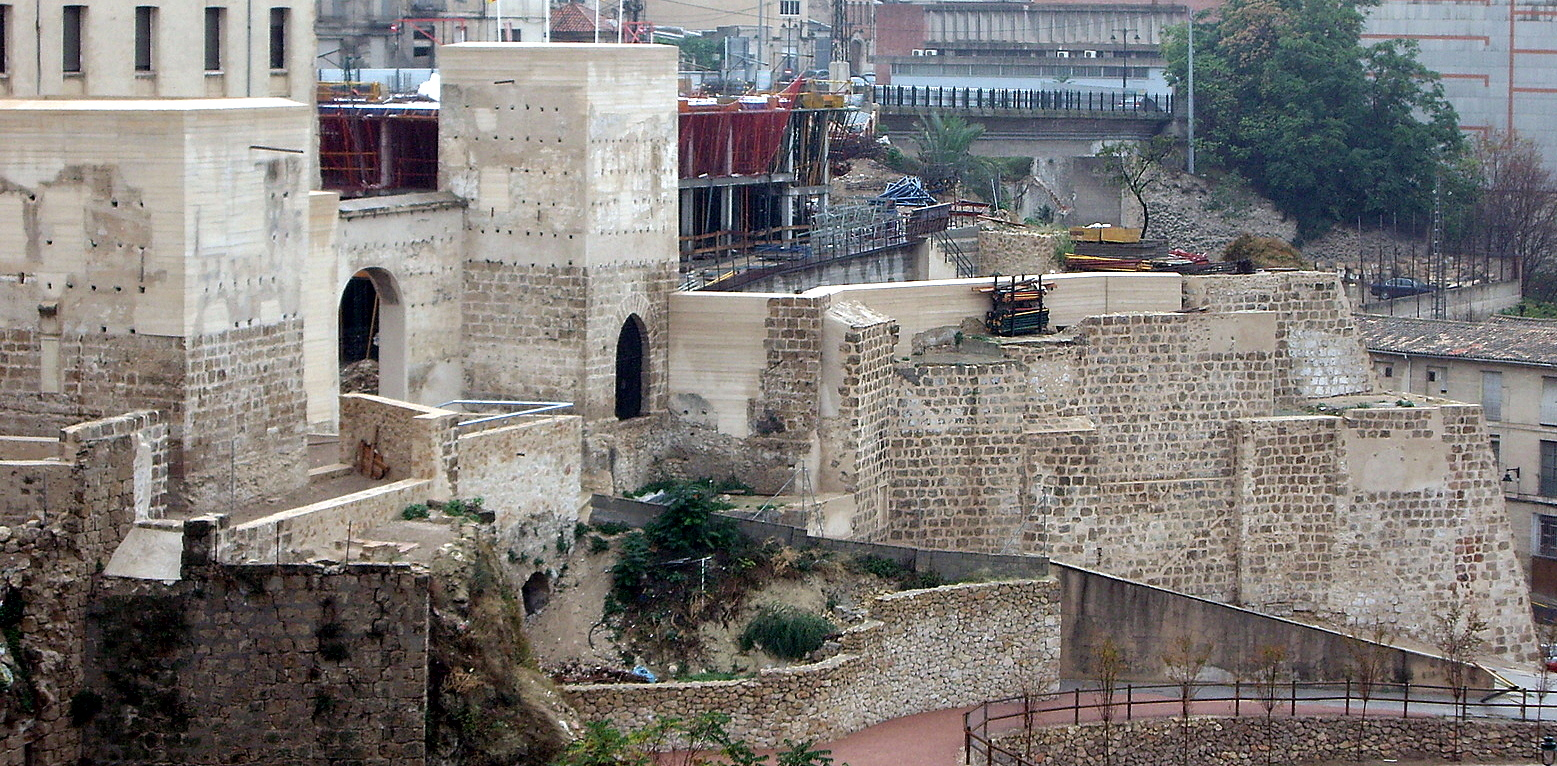
Torre N'Aiça, arc de Sant Roc (s. XVIII), torre-portal de Riquer i restes de la muralla aparegudes després de l'enderroc de les cases del carrer Sant Roc.

El dia 2 de setembre de 1304 Alcoi va patir un atac granadí comandat per al-Abbas que demostrava igual que Al-Azraq que la vila era propensa a ser atacada pel costat occidental.
Si a açò ajuntem l'arribada de nous pobladors es va veure que la vila necessitava un eixample fortificat que en la documentació del segle xiv se li anomena Vilanova d'Alcoi o Poble Nou de Sant Jordi. Aquest primer eixample es va planificar ortogonalment amb una superfície d'1.8 hectàrees.
Els carrers es van alinear direcció est-oest, sis paral·lels, dos transversals i un camí de ronda de la muralla. Els carrers no van tindre nom fins al segle xvii. La muralla va ser construïda entre 1305 i 1308 i la seua porta principal era la torre-portal de Riquer o Sant Roc d'on partia el camí de Castella. La muralla que separava el Raval Vell de la Vila no va ser enderrocat fins que no es van construir l'ermita de Sant Jordi i el convent del Sant Sepulcre a les acaballes del segle xvi.
Al segle xviii es va urbanitzar el "barri del Poblet" a extramurs del portal de Sant Roc i es va procedir a obrir una porta més ampla sobre la muralla.

### El Raval Nou
El Raval Nou o de Raval de Sant Agustí es va construir al segle xvi en terrenys que van ser venuts pel convent de Sant Agustí a la ciutat. Aquesta ampliació es va localitzar en el que antigament era el sud de la població.
Amb el nou traçat urbà en quadrícula es desenrotlla el germen de l'actual plaça d'Espanya que vertebrarà des d'aquest moment a la ciutat, presidida per la façana del convent de Sant Agustí. Els límits són els actuals carrers Sant Nicolau, Sant Francesc, Sant Llorenç i l'ermita de Sant Maure i les hortes veïnes (La Glorieta).
L'acord de construcció el va prendre el Consell de la vila el 24 de juny de 1515 i va ser encarregat a Joan Alsamora, Tomàs Guerau, Gracià Margarit, Pere Aiç, Ramon Valls i Jaume Aznar concloent-se el projecte l'any 1555.
La comunicació entre el Raval Nou i intramurs es realitzava per la porta de Sant Agustí i més tard es va obrir una nova porta al final del carrer de la Ribeta (Ambaixador Irles).
El 1569 s'inicia la construcció del convent de Sant Francesc i allí estarà fins a la guerra de Successió, més tard es va aprofitar l'ermita de Sant Maure pròxima per a construir el nou convent destruït a la guerra civil en l'actualitat es troba la parròquia de Sant Maure i sant Francesc i un mercat.

### Despoblament

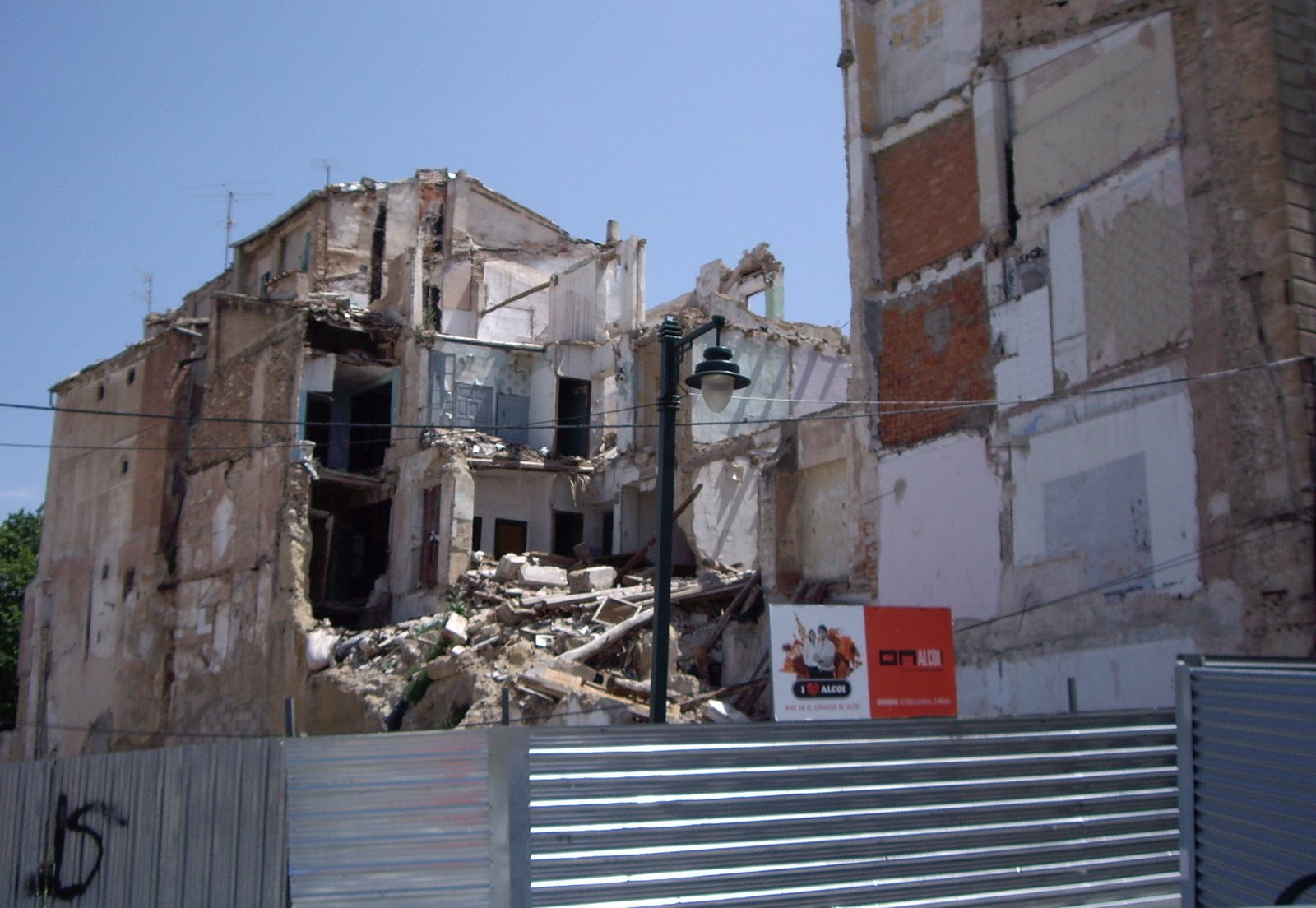
Estat actual de ruïna de moltes zones del barri que dona una imatge d'inseguretat en una zona que pretén ser turística

Antiga columna vertebral de la ciutat, a finals dels '70 comença una tendència a la ciutat per la qual el nucli històric progressivament va quedant despoblat amb una mitjana d'edat entre els seus habitants cada vegada més alta. A esta despoblació li seguix el tancament de comerços i amb l'abandó total de les cases el barri entra en col·lapse sobretot a les zones de fàbrica més humil. A finals dels '80 s'enderroquen uns quants edificis el que porta a més afonaments incontrolats efecte dòmino i es creen bosses de marginalitat amb el pas del temps. A açò cal unir una sèrie de projectes no portats a terme per la falta de fons de les arques de l'ajuntament.

### El pla ARA

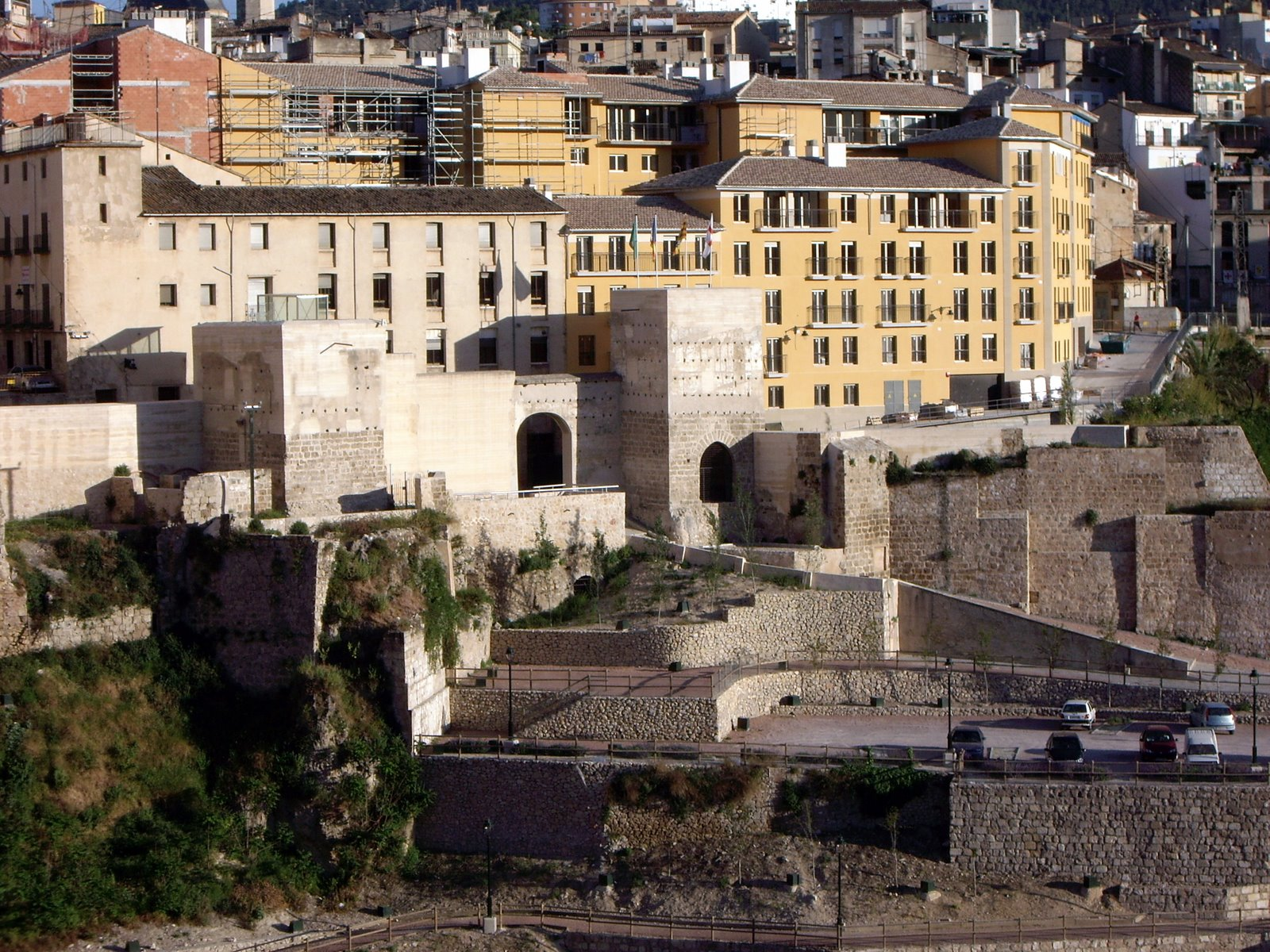
Rehabilitació dels carrers sant Roc, sant Jaume i carrer de la Puríssima duta a terme entre els anys 2006 i 2008

El pla ARA (Arquitectura i Rehabilitació d'Alcoi 1988) va ser una iniciativa de l'ajuntament d'Alcoi amb suport de la Generalitat Valenciana encaminat a la rehabilitació urbana i a la revitalització social d'Alcoi. Al centre es van dissenyar cinc zones d'actuació. El barri de la Sang i la llotja Sant Jordi, dutes a terme per Manuel de Solà-Morales i Santiago Calatrava Valls respectivament i altres tres zones d'actuació previstes però no dutes a terme per manca de finançament, la Riba (John Miller), Buidaoli (Francesco Venezia) i el Portal de Riquer (Siza Viera).
V. Vidal abans de l'entrada en funcionament del pla va reurbanitzar la plaça d'Espanya i la plaça de Dins l'any (1983). Per altra banda es du a terme al Raval Vell la restauració de la torre de la Barbacana i parts del llenç de la muralla i la seua integració al grup d'habitatges de la placeta de les Xiques (1985-1991) sota el projecte de V. Vidal, L. Armiño i F. Picó. Dues grans escalinates salven els desnivells de la zona. És un projecte molt integrat en l'arquitectura pròpia del nucli antic. Altres dues actuacions destacades es van dur a terme amb la creació d'habitatges a la zona de la torre de Fraga i del portal de Cocentaina.
Amb l'entrada del segle xxi la situació pareix estancada amb una població estable (té 3.685 habitants, un 5,79% de la població) i algunes zones en franca millora partint des de les artèries principals. En altres punts s'ha optat per la nova construcció en franc retrocés de la conservació i inclús s'ha variat algun traçat dels carrers que dataven de l'època medieval.
Un problema encara lluny de solucionar-se, maldecap per a totes les corporacions municipals d'un o altre signe amb el repte que el centre històric siga atraient tant per al ciutadà d'Alcoi, poc favorable a habitar en ell com per al viatger.

## Edificis històrics i d'interès

### Baluards defensius
El portal de Riquer (segle xviii). Conformat per l'arc de Sant Roc del segle xviii i les torres de N'Aiça i la torre portal de Riquer del segle xiv. Compta, a més, amb un baluard defensiu de la guerra de successió i la torre de Na Valora (segle xiii), junt amb altres restes de llenç de la muralla disseminats pel barri.

### Esglésies

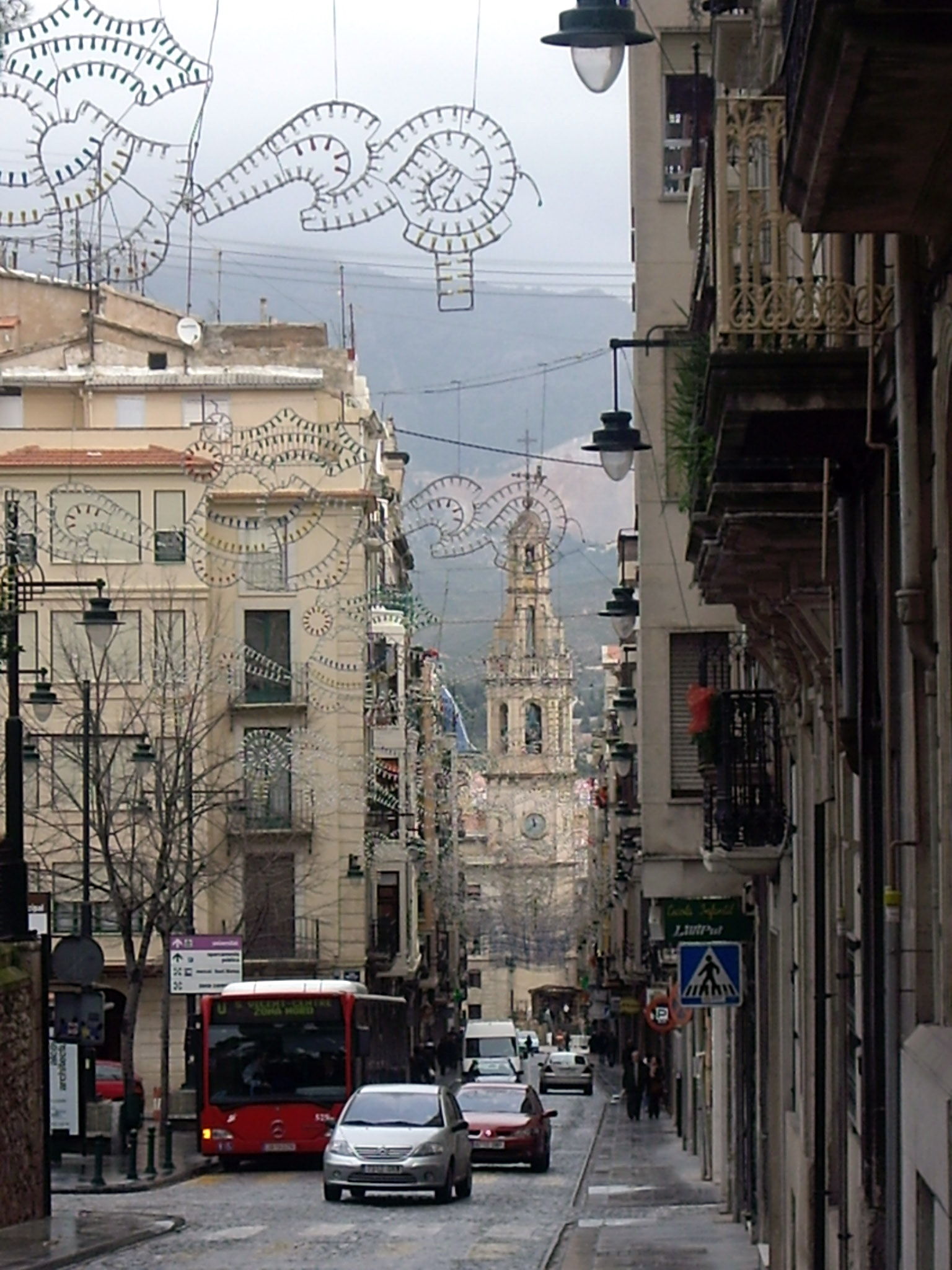
El campanar de Santa Maria des del carrer Sant Nicolau enramat per a la Cavalcada de Reis

- L'antic edifici de l'Hospital (segles xiii-xviii). Conserva dos arcs romànics de la primitiva parròquia de Santa Maria.
- La capella de Sant Miquel (segle xviii), construïda en 1790.
- La capella de la Mare de Déu dels Desemparats, oberta al culte en 1852.
- L'església arxiprestal de Santa Maria (segle xviii-1937/1955).
- L'església de Sant Agustí (segle xiv-1937); actualment només es conserva el claustre (actual plaça de Dins) d'estil neoclàssic del convent de Sant Agustí, així com els seus fonaments repartits entre diversos comerços. Les dependències conventuals van ser demolides després de ser desamortitzades, i des d'aquell moment s'hi emplaçà l'Ajuntament de la ciutat i el Teatre Principal.[7] El temple de Sant Agustí va ser demolit durant la guerra civil.
- Altres esglésies: l'església de Sant Jordi, de (1921); l'església de Sant Maur (segle xviii-1936/1956); l'església del Sant Sepulcre, convent que és d'Agustines Descalces, i el santuari de Maria Auxiliadora (1931).

### Modernisme
Als primers anys del segle xx, de mà de Vicent Pascual Pastor i Timoteu Briet Montahud es construïxen una sèrie de cases que reflectixen el poder econòmic de la burgesia industrial alcoiana influenciades pels corrents artístiques del stil nouveau.
- Carrer sant Nicolau: La Casa del Pavo (1908) (nn. 13-15) pot ser l'edifici més representatiu del modernisme alcoià. Altres edificis són el Círculo Industrial (1904) (n. 19) també és interessant la casa situada al número 4.
- Carrer Joan Cantó cases 2, 6 i 8 el Conservatori de Municipal de Música i Dansa "Juan Canto" (1906-1908).
- Gonçal Barrachina nn. 6-8 (l'antic Parc de Bombers (1914)).
- Carrer sant Llorenç, casa número 5.
- Pintor Casanova, casa número 20.
- Carrer sant Josep 24 i 26.
- Avinguda del País Valencià cases 26 i 30.
- Bisbe Orberà 9.
- Al Carrer del Bambú l'edifici de Papereres Reunides, etc.[8]

### Altres

#### Segle XVI
- El Museu Arqueològic "Camil Vicedo" està situat a l'antiga casa de la Vila, d'estil renaixentista. Monument d'Interés Artístic Nacional.

#### Seglexviii
- El Casal de Sant Jordi, seu del museu de festes de moros i cristians.

#### Seglexix

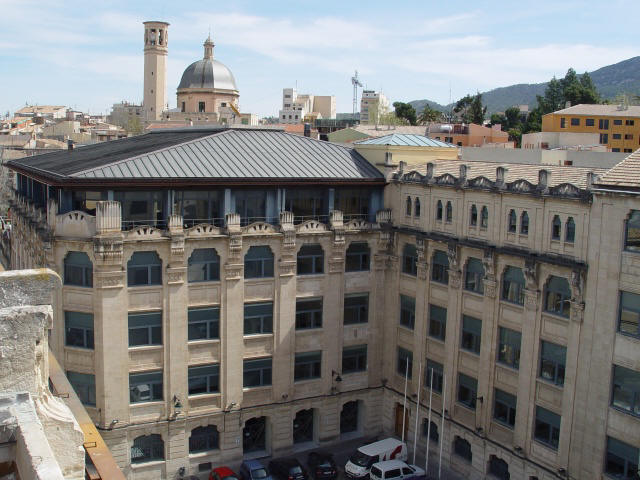
Edifici Ferràndiz (EPSA)

- La Casa Consistorial (1846-1863), seu de l'Ajuntament d'Alcoi.
- El Palauet d'Albors (1873), edifici d'estil eclèctic i classicista.
- La Casa de la Bolla, reformada en 1890. Va ser la seu de la Reial Fàbrica de Draps.

#### Segle XX
- L'edifici del Mont de Pietat, de (1909).
- La Casa de la Cultura, edifici neoclàssic de 1923.
- L'edifici Ferrándiz i l'edifici Carbonell (antigues fàbriques tèxtils) del Campus d'Alcoi de la Universitat Politècnica de València.
- La Llotja de Sant Jordi, obra de Santiago Calatrava, al subsòl de la plaça d'Espanya.
- El barri de la Sang, barri obrer que va ser remodelat en els anys 1991-2001.

## Topònims
- La bandeja (Plaça d'Espanya). Carrer Caragol degut a la seua forma. Carrer del Piló. Carrer l'escola. Cantó del Pinyó (Una cantonada de la plaça d'Espanya). Font redona. La Glorieta (parc). El parterre (Plaça del pintor Gisbert). Placeta del Carbó (antiga plaça de les Corts). Placeta del fossar. Placeta de les gallines. Placeta de les Xiques (sense comentaris). Plaça de correus o El terrer (Plaça d'Emili Sala). Plaça de dins antic claustre, va ser mercat.